# Axel Gjedsted-Jensen
Axel Gjedsted-Jensen (19. april 1890, Århus - 8. februar 1953) dansk forbundsformand og bestyrelsesmedlem for blandt andet Københavns Boldspil.

## Liv og karriere
Den 19. april 1890 blev Axel Gjedsed-Jensen født, han var søn af farver Frands Peter Jensen. Mellem årene 1904-08 stod Gjersted-Jensen i lære hos Holm & Voigts Klædefabrik i Århus. I 1911 blev han formand for den lokale afdeling af Textilarbejdernes Fagforening i Thisted, han blev i 1914 gift med Karen Marie Gjedsted fra Kolding, hvor parret boede i nogen år, her blev han også formand for den lokale Textilarbejder Fagforening i 1919, samme år blev han også formand for Fagoppositionens Sammenslutning, dette var han frem til 1922. Fra 1922 og frem til 1938 kasserer for den københavnske Textilarbejdernes Fagforening af 1873, derefter formand for Dansk TPX tilarbejderforbund fra 1938, samme år som han også blev medlem af bestyrelsen for Københavns Boldspil. Medstifter af Danmarks kommunistiske parti. Farfar til forfatteren og kunstmaleren Rolf Gjedsted.
Derudover var Gjedsted-Jensen som en følge af hans faglige arbejde medlem af forretningsudvalget for De samvirkende Fagforbund, medlem af Arbejderrådet og Arbejdsnævnet, og næsteformand i bestyrelsen for Danmarks Textilfagskole.